# 戰聲漸近
《戰聲漸近》（Fading Echoes）是英國女作家共用筆名艾琳·杭特的系列小說《貓戰士》的四部曲《星預兆》中六集的第二集，中文版出版時間於2010年12月8日由晨星出版社出版。                                                        

## 劇情摘要
滿身沾滿其他戰士血污的獅焰突然閃過一個念頭，涼意竄起

一個像黑洞一樣的缺口吞沒了他的思緒。

這夢會不會不是來自星族？

而是來自星族以外的地方？

難道是黑暗森林裡的戰士煽動他們上場廝殺？

兩位資深戰士陣亡……其中一位再也活不過來……

更別提還有多少戰士和見習生身受重傷？

兩族貓兒勢必有很長一段時間羸弱不堪，而且禿葉季快要來了。

星族絕對不會希望看見這種結果，

更不會希望他們為了爭奪一塊對兩族來說都一無是處的土地而大動干戈。

獅焰瞪著枯毛和火星那兩具動也不動的身軀。

戰士們不發一語地魚貫走過他身邊，表情茫然，齊聚屍體旁邊。

## 出版標語
|  | 黑暗森林勢力興起！ 誰會為虎星賣命，成為雷族叛徒？ |

|  | 他們必須復仇， 遠古以來的不平之聲都將一次弭平。 |

## 資料來源
- 金石堂 （页面存档备份，存于）
- 博客來 （页面存档备份，存于）